# Горев, Александр Фёдорович
Александр Федорович Горев — советский хозяйственный, государственный и политический деятель.

## Биография
Родился в 1919 году в деревне Горшиха. Член КПСС.
Окончил Горьковский государственный педагогический институт им. М. Горького.
Участник Великой Отечественной войны, заместитель политрука
До 1948 — секретарь, первый секретарь Балахнинского горкома ВЛКСМ.
В 1966 — первый секретарь Советского райкома КПСС города Горького.
В 1971 — секретарь Горьковского обкома КПСС.
В 1974—1979 — заместитель председателя Горьковского облисполкома.
Делегат XXIII съезда КПСС.
Умер в 2004 году в Нижнем Новгороде.

## Награды
- Орден Отечественной войны II степени (1985)
- Орден Трудового Красного Знамени (1966, 1971, 1976)
- Орден Красной Звезды (1967)